# Józefa Famielec
Józefa Famielec – polska ekonomistka, dr hab. nauk ekonomicznych, profesor zwyczajny Katedry Polityki Przemysłowej i Ekologicznej Wydziału Finansów i Prawa Uniwersytetu Ekonomicznego w Krakowie.

## Życiorys
24 października 1994 habilitowała się na podstawie pracy zatytułowanej Wybór między wytwarzaniem a zakupem środków produkcji w strategii przedsiębiorstw przemysłowych. 6 kwietnia 2001 uzyskała tytuł profesora nauk ekonomicznych. Pracowała w Instytucie Zarządzania na Wydziale Zarządzania i Administracji Akademii Świętokrzyskiej im. Jana Kochanowskiego.
Została zatrudniona na stanowisku profesora w Wyższej Szkole Zarządzania i Bankowości w Krakowie, w Katedrze Marketingu Małopolskiej Wyższej Szkole Ekonomicznej w Tarnowie, oraz w Instytucie Finansów, Kolegium Ekonomii, Finansów i Prawa Uniwersytetu Ekonomicznego w Krakowie.
Awansowała na stanowisko profesora zwyczajnego w Katedrze Polityki Przemysłowej i Ekologicznej na Wydziale Finansów i Prawa Uniwersytetu Ekonomicznego w Krakowie.
Była kierownikiem Katedry Polityki Przemysłowej i Ekologicznej Wydziału Finansów i Prawa Uniwersytetu Ekonomicznego w Krakowie, oraz Katedry Marketingu Małopolskiej Wyższej Szkole Ekonomicznej w Tarnowie.
Jest członkiem Komisji Nauk Ekonomicznych i Statystyki Oddziału Polskiej Akademii Nauk w Krakowie.

## Wyróżnienia
- Nagroda indywidualna Ministra Edukacji i Nauki[3]